# 대구MBC 정오의 희망곡
《정오의 희망곡 서상국입니다》는 대구MBC FM4U(FM 95.3MHz)에서 매일 낮 12시에 방송 중인 대구 지역 라디오 음악 프로그램으로 1983년 10월 10일에 대구MBC FM4U가 개국하면서 첫 방송을 시작한 대구MBC 최장수 라디오 프로그램이다.

## DJ
- 서상국 대구MBC 아나운서

## 코너

### 매일
- 오프닝 : 정오의 희망곡 문 여는 말
- 유진아~ 노래 들려줘 : 선곡 요정 유‘지니’가 신청곡을 들려 드려요!
- 진.품.송 : ‘찐디’ 유진이 내는 미션 품은 노래들을 정희 가족들이 골라 주세요~

### 월요일
- 딩동댕~ 정희 쉬는 시간 : [네 글자 채우기] 신박한 아이디어로 우리만의 네 글자를 만드는 시간
- 정초은의 ‘뭐가 문제야~ Say Something!’: 정초은 리포터와 함께하는 짧고 굵은 전화퀴즈 시간

### 화요일
- 딩동댕~ 정희 쉬는 시간 : [밸런스게임] 이게 뭐라고 고민되는 두 가지 선택 중, 당신의 선택은?
- 송현정의 ‘마음세탁소’: 상담심리 전문가 송현정 선생님의 심리상담 힐링캠프

### 수요일
- 딩동댕~ 정희 쉬는 시간 : [초성퀴즈] 답은 정해져 있으니 초성과 힌트로 정답을 맞혀보아요!
- 정희 대나무숲 : 익명보장! 떡소녀 나유선 리포터와 함께하는 우리만의 비밀의 숲

### 목요일
- 딩동댕~ 정희 쉬는 시간 : 	[받아쓰기] 짧고 굵게 그날의 제시문장을 그냥 쓱~ 받아쓰자!
- 공태영의 공슈가 공슈거 : 공태영과 함께하는 슈가처럼 달콤한 가요릴레이

### 금요일
- 딩동댕~ 정희 쉬는 시간 : [함께채워, 가요] 이 노래의 가사를 다시 써보려해, 가사의 빈칸을 함께 채워가요
- 박지민의 노래 칵테일 : 박지민 리포터와 함께하는 가사 따로 노래 따로~ 유쾌한 노래 칵테일 퀴즈

### 토요일
- 한 발 늦은 신청곡 : 주중에 못 다 들려드린 신청곡, 주말에 A/S해드려요
- 차트를 달리는 정희 ‘old & new' : 이번 주 가요차트를 정희가 힘껏 달린다! 함께 듣고픈 러블리한 신곡과 주간인기곡

### 일요일
- 두 발 늦은 신청곡 : 주중에 못 다 들려드린 신청곡, 주말에 A/S해드려요
- 진.품.송 하이라이트 : 평일 4부 ‘진.품.송’이 pick한 반짝이는 선곡리스트 다시 들려드려요